# 俞镐
俞镐（？—？），浙江新昌人，是一名清朝政治人物。
俞镐曾于1782年接替黄元燮任南汇县知县一职，1783年由张大器接任。